# Gulhuvad tempelsköldpadda
Gulhuvad tempelsköldpadda (Heosemys annandalii) är en sköldpaddsart som beskrevs av  George Albert Boulenger 1903. Heosemys annandalii ingår i släktet Heosemys, och familjen Geoemydidae. IUCN kategoriserar arten globalt som starkt hotad. Inga underarter finns listade.
Gulhuvad tempelsköldpadda förekommer i centrala Thailand, Kambodja, Vietnam och norra Malaysia. Den anses vara hotad av insamling och handel i Kambodja, Laos och Vietnam. I Thailand är artens status dåligt känd, men troligen är den sårbar eller hotad. Populationen i Malaysia är väldigt liten. Habitatförlust är en faktor som bidrar till hotet mot arten i hela dess utbredningsområde. 
Arten är en sötvattenssköldpadda som föredrar stilla eller långsamt rinnande vatten. Levnadssättet är halvakvatiskt (både i vatten och på land). Den är en herbivor, växtätare.
Gulhuvad tempelsköldpadda blir som fullvuxen relativt stor då den kan mäta upp mot 60 centimeter. Arten har fått sitt namn efter de gula strimmor som den har på huvudet och av att den ofta hålls i dammar vid buddhistiska tempel.